# Пит Шрийверс
Питер „Пит“ Шрийверс (на нидерландски: Piter "Piet" Schrijvers, 15 декември 1946 – 7 септември 2022) е бивш холандски футболист, играещ на поста вратар. След завършването на кариерата си като футболист става треньор.
Шрийверс е  холандски вратар, 5-кратен шампион на Холандия и 2 пъти носител на Купата. Играе срещу „Левски – Спартак“ през 1975, когато „сините“ печелят с дузпи на 1/8 финала за Купата на носителите на купи.
Двукратен финалист и носител на сребърен медал на Мондиалите през 1974 и 1978. Учавства на Европейските финали през 1976 (бронзов медалист) и 1980. Има 46 мача за националния отбор.
Пит Шрийверс умира на 75 години на 7 септември 2022 г. след дълго боледуване от болестта на Алцхаймер.

## Успехи

### Отборни
Нидерландия
- Световно първенство по футбол:
  -  Сребърен медалист (2): 1974, 1978
- Европейско първенство по футбол:
  -  Бронзов медалист (1): 1976

 Твенте
- Първи клас (до 1955) / Висша дивизия (след 1956)-Ередивиси:
  -  Сребърен медалист (1): 1973/74
  -  Бронзов медалист (3): 1968/69, 1971/72, 1972/73]]

 Аякс
- Първи клас (до 1955) / Висша дивизия (след 1956)-Ередивиси:
  -  Шампион (5): 1976/77, 1987/79, 1979/80, 1981/82, 1982/83
  -  Сребърен медалист (2): 1977/78, 1980/81
  -  Бронзов медалист (2): 1974/75, 1975/76
- Купа на Нидерландия:
  -  Носител (2): 1978/79, 1982/83
  -  Финалист (2): 1977/78, 1979/80, 1980/81

### Лични
- Носител на Холандската златна обувка (1): 1983